# پایگاه هوایی متلاکاتلا
پایگاه هوایی متلاکاتلا (به انگلیسی: Metlakatla Seaplane Base) یک فرودگاه همگانی بهره‌برداری هوایی با کد یاتا MTM است که یک باند فرود آب دارد و طول باند آن ۱۵۲۴ متر است. این فرودگاه در شهر متلاکاتلا، آلاسکا کشور ایالات متحده آمریکا قرار دارد و در ارتفاع ۰ متری از سطح دریا واقع شده‌است.

## شرکت‌های هواپیمایی و مقصدهای پروازی
| شرکت‌های هواپیمایی | مقصدهای پروازی |
| ----------------- | -------------- |
| LC Perú           | خورخه چاوز     |